# Lee Sun-kyun
Pour les articles homonymes, voir Lee.
Dans ce nom coréen, le nom de famille, Lee, précède le nom personnel.
Lee Sun-kyun (hangeul : 이선균 ; RR : I Seon-gyun ; MR : I Sŏnkyun), né le 2 mars 1975 à Séoul et mort le 27 décembre 2023 dans la même ville, est un acteur sud-coréen.
Il est notamment connu internationalement pour sa participation à plusieurs films de Hong Sang-soo et à Parasite de Bong Joon-ho.

## Biographie

### Jeunesse et formation
En 1994, Lee Sun-kyun étudie à l'université nationale des arts de Corée, dont il obtient le diplôme d'art dramatique en première année.

### Carrière
En janvier 2018, Lee Sun-kyun est choisi, aux côtés de Cho Yeo-jeong et Park So-dam, pour la comédie noire Parasite (기생충, 2019) de Bong Joon-ho.
En février 2020, il se voit proposer un rôle de Cha Jeong-won, administrateur du bureau de la sécurité nationale de la Maison-Bleue, dans le thriller catastrophe Project Silence (탈출, 2023) de Kim Tae-gon.
En octobre 2021, avec l'actrice Jung Yu-mi, ils confirment leur apparition en couple marié, Soo-jin et Hyeon-soo, dans le premier film d'horreur Sleep (잠, 2023) de Jason Yu, en tant que scénariste et réalisateur, produit par la société Lewis Pictures.

### Vie privée
Le 23 mai 2009, Lee Sun-kyun se marie à l'actrice Jeon Hye-jin,. Le 25 novembre de la même année, leur agence annonce la naissance de leur fils. Le 9 août 2011, un second fils est né.

#### Mort
Le 27 décembre 2023, la police sud-coréenne reçoit un appel de Jeon Hye-jin, l'épouse de Lee Sun-kyun, à la suite d'une lettre que ce dernier lui aurait laissée comme testament. Alertée, la police le retrouve mort dans une voiture dans un parc de Jongno, à Séoul, aux alentours de 10 h 30 (heure coréenne). Il est inhumé en Jeolla du Nord.

## Affaires judiciaires
En octobre 2023, Lee Sun-kyun est retenu pour une enquête interne sur une consommation présumée de drogue. En conséquence, il a volontairement abandonné No Way Out, une série dramatique à suspense dont la production venait de commencer quelques jours avant la révélation de sa prétendue consommation de drogue. Le 24 octobre, il est inculpé pour usage de marijuana et de drogues psychoactives, selon la police métropolitaine d'Incheon, et convoqué pour un interrogatoire le 28 octobre. Il s'est également vu imposer une interdiction de voyager pour l'empêcher de quitter le pays au cours de l'enquête. Les premiers résultats des tests sur les échantillons de ses cheveux ont révélé qu'il avait été testé négatif pour la drogue, et des investigations plus approfondies sont attendues à partir de novembre.

## Filmographie

### Longs métrages
- 2003 : Show Show Show de Kim Jeong-ho : Sang-cheol
- 2004 : Love, So Divine de Heo In-moo : l'homme en couple
- 2004 : R-Point de Kong Su-chang : le sergent Park
- 2005 : Sa-kwa de Kang Yi-kwan : Min-suk
- 2006 : Janhokhan chulgeun de Kim Tae-yun : Min-ho
- 2006 : Son-nim-eun-wang-e-da de Oh Kee-hyun : Lee Jang-gil
- 2007 : Woori dongne (en) de Jung Gil-young : Jae-shin
- 2008 : Night and Day de Hong Sang-soo : Kyeong-su Yun
- 2008 : Romaentik Aillaendeu de Kang Cheol-woo : Jae-hyeok
- 2009 : Paju de Park Chan-ok : Kim Joong-sik
- 2010 : Petty Romance de Kim Jeong-hoon : Jeong Bae
- 2010 : Les Amours d'Oki de Hong Sang-soo : Jin-Goo Nam
- 2011 : Chae-po-wang de Lim Chan-ik : Jeong Ee-chan
- 2012 : Helpless de Byun Young-joo : Moon-ho
- 2012 : Nae anaeui modeun geot (en) de Min Gyoo-dong : Lee Doo-Hyun
- 2013 : Haewon et les hommes de Hong Sang-soo : Seong-jun
- 2013 : Sunhi de Hong Sang-soo : Moon-soo
- 2014 : Hard Day de Kim Seong-hun : l'inspecteur Ko Gun-soo
- 2015 : Seongnan Byeonhosa (en) : Byeong Ho-sung
- 2017 : Lady Mi-ok (en) de Lee An-kyu : Im Sang-hoon
- 2017 : The King's Case Note de Moon Hyun-Sung : le roi Yejong
- 2018 : Doraemon: Nobita no takarajima de Ryoo Seung-wan et Imai Kazuaki : Byeon Sun (voix)
- 2018 : Take Point de Kim Byeong-u : Dr Yoon
- 2019 : Eiga Doraemon : Nobita no Getsumen Tansaki de Lee Jeong-beom et Yakuwa Shinnosuke : Jong-sik Kyung (voix)
- 2019 : Jo Pil-Ho : Souffle de rage de Lee Jeong-beom : Jo Pil-ho
- 2019 : Lakewood Plaza Turbo de Ryoo Seung-wan : Rad
- 2019 : Parasite de Bong Joon-ho : M. Park
- 2019 : Pokemon XY de Noh Dong-Seok : Pikachu (voix)
- 2022 : Kingmaker de Byun Sung-hyun : Seo Chang-dae
- 2023 : Killing Romance (en) de Lee Won-suk : Jonathan Na
- 2023 : Sleep (잠) de Jason Yu : Hyeon-soo
- 2023 : Project Silence (탈출) de Kim Tae-gon : Cha Jeong-won

### Séries télévisées
- 2005 : Loveholic (en) : Kim Tae-huyn
- 2005 : Taerung national village : Lee Dong-kyung
- 2007 : Behind the White Tower : Cho Do-young
- 2007 : The 1st Shop of Coffee Prince de Lee Yoon-jung : Choi Han-sung
- 2008 : My Sweet Seoul : Kim Young-soo
- 2009 : Triple (en) : Jo Hae-yoon
- 2010 : Pasta : Choi Hyeon-wook
- 2012 : Golden Time (en) : Lee Min-woo
- 2013 : Miss Korea (en) : Kim Hyung-joon
- 2016 : Listen to Love (en) : Do Hyeon-woo
- 2018 : My Mister : Park Dong-hoon
- 2019 : Diary of a Prosecutor (en)  : Lee Sun-woo
- 2021 : Dr Brain : Go Se Won
- 2023 : Payback (en) : Eun-yong